# Globus d'Or a la millor pel·lícula de parla no anglesa
El Globus d'Or a la millor pel·lícula de parla no anglesa (Best Foreign Language Film) és un premi de cinema atorgat anualment des de 1950 per la Hollywood Foreign Press Association.
Fins a l'any 1986 premiava a la millor pel·lícula estrangera (no estatunidenca) independentment de l'idioma utilitzat. Des de llavors s'ha premiat a la millor pel·lícula de parla no anglesa independentment del país d'origen excepte pel·lícules estatunidenques.

## Dècada del 1950
| Any  | Pel·lícula                                | Pel·lícula                                | País                | Director                     |
| Any  | Títol                                     | Títol original                            | País                | Director                     |
| ---- | ----------------------------------------- | ----------------------------------------- | ------------------- | ---------------------------- |
| 1950 | El lladre de bicicletes                   | Ladri di biciclette                       | Itàlia              | Vittorio De Sica             |
| 1951 | Au-delà des grilles                       | Au-delà des grilles                       | Itàlia · França     | René Clément                 |
| 1952 | Rashōmon                                  | Rashōmon                                  | Japó                | Akira Kurosawa               |
| 1953 | Valkoinen peura                           | Valkoinen peura                           | Finlàndia           | Erik Blomberg                |
| 1954 | No atorgat                                | No atorgat                                | No atorgat          | No atorgat                   |
| 1955 | Nijū-shi no Hitomi                        | Nijū-shi no Hitomi                        | Japó                | Keisuke Kinoshita            |
| 1955 | Weg ohne Umkehr                           | Weg ohne Umkehr                           | Alemanya Occidental | Victor Vicas Beate von Mollo |
| 1955 | La dama de les camèlies                   | La mujer de las camelias                  | Argentina           | Ernesto Arancibia            |
| 1955 | La Geneviève                              | La Geneviève                              | Regne Unit          | Henry Cornelius              |
| 1956 | Dangerous Curves                          | Dangerous Curves                          | Regne Unit          | Vereinigtes Königreich       |
| 1956 | Kodomo no me                              | Kodomo no me                              | Japó                | Yoshirō Kawazu               |
| 1956 | Kinder, Mütter und ein General            | Kinder, Mütter und ein General            | Alemanya Occidental | László Benedek               |
| 1956 | Stella                                    | Stella                                    | Grècia              | Michael Cacoyannis           |
| 1956 | La paraula                                | Ordet                                     | Dinamarca           | Carl Theodor Dreyer          |
| 1957 | Vor Sonnenuntergang                       | Vor Sonnenuntergang                       | Alemanya Occidental | Gottfried Reinhardt          |
| 1957 | To koritsi me ta mavra                    | To koritsi me ta mavra                    | Grècia              | Michael Cacoyannis           |
| 1957 | Ricard III                                | Richard III                               | Regne Unit          | Laurence Olivier             |
| 1957 | Guerra i pau                              | Guerre et Paix                            | Itàlia              | King Vidor                   |
| 1957 | Valkoinen peura                           | Valkoinen peura                           | Finlàndia           | Erik Blomberg                |
| 1957 | Taiyo to bara                             | Taiyo to bara                             | Japó                | Keisuke Kinoshita            |
| 1958 | Bekenntnisse des Hochstaplers Felix Krull | Bekenntnisse des Hochstaplers Felix Krull | Alemanya Occidental | Kurt Hoffmann                |
| 1958 | Tizoc                                     | Tizoc                                     | Mèxic               | Ismael Rodríguez             |
| 1958 | Woman in a Dressing Gown                  | Woman in a Dressing Gown                  | Regne Unit          | John Lee Thompson            |
| 1958 | Kiiroi karasu                             | Kiiroi karasu                             | Japó                | Heinosuke Gosho              |
| 1959 | Die Brücke                                | Die Brücke                                | Alemanya Occidental | Bernhard Wicki               |

## Dècada del 1960
| Any  | Pel·lícula                     | Pel·lícula                     | País                         | Director              |
| Any  | Títol                          | Títol original                 | País                         | Director              |
| ---- | ------------------------------ | ------------------------------ | ---------------------------- | --------------------- |
| 1960 | Orfeu Negro                    | Orfeu Negro                    | Brasil · França · Itàlia     | Marcel Camus          |
| 1961 | La font de la donzella         | Jungfrukällan                  | Suècia                       | Ingmar Bergman        |
| 1961 | La vérité                      | La vérité                      | França · Itàlia              | Henri-Georges Clouzot |
| 1962 | Såsom i en spegel              | Såsom i en spegel              | Suècia                       | Ingmar Bergman        |
| 1963 | Les dimanches de Ville d'Avray | Les dimanches de Ville d'Avray | França                       | Serge Bourguignon     |
| 1964 | Fellini 8 ½                    | Otto e mezzo                   | Itàlia · França              | Federico Fellini      |
| 1965 | Girl with Green Eyes           | Girl with Green Eyes           | Regne Unit                   | Desmond Davis         |
| 1965 | Matrimonio all'italiana        | Matrimonio all'italiana        | Itàlia                       | Vittorio De Sica      |
| 1965 | Sallah Shabati                 | Sallah Shabati                 | Israel                       | Ephraim Kishon        |
| 1966 | Giulietta dels esperits        | Giulietta degli spiriti        | Itàlia                       | Federico Fellini      |
| 1966 | La ronde                       | La ronde                       | França · Itàlia              | Roger Vadim           |
| 1966 | Akahige                        | Akahige                        | Japó                         | Akira Kurosawa        |
| 1966 | Tarahumara                     | Tarahumara                     | Mèxic                        | Luis Alcoriza         |
| 1966 | Les Parapluies de Cherbourg    | Les Parapluies de Cherbourg    | França · Alemanya Occidental | Jacques Demy          |
| 1967 | Un homme et une femme          | Un homme et une femme          | França                       | Claude Lelouch        |
| 1967 | Signore & signori              | Signore & signori              | França · Itàlia              | Pietro Germi          |
| 1967 | Lásky jedné plavovlásky        | Lásky jedné plavovlásky        | Txecoslovàquia               | Milos Forman          |
| 1967 | Hamlet                         | Gamlet                         | Unió Soviètica               | Grigori Kozintsev     |
| 1967 | Pas question le samedi         | Pas question le samedi         | França · Itàlia · Israel     | Alex Joffé            |
| 1968 | Vivre pour vivre               | Vivre pour vivre               | França · Itàlia              | Claude Lelouch        |
| 1968 | Lo straniero                   | Lo straniero                   | França · Itàlia · Algèria    | Luchino Visconti      |
| 1968 | Trens rigorosament vigilats    | Ostre sledované vlaky          | Txecoslovàquia               | Jirí Menzel           |
| 1968 | Elvira Madigan                 | Elvira Madigan                 | Suècia                       | Bo Widerberg          |
| 1968 | L'immorale                     | L'immorale                     | França · Itàlia              | Pietro Germi          |
| 1969 | Guerra i pau                   | Voinà i mir                    | Unió Soviètica               | Serguei Bondartxuk    |
| 1969 | Skupljaci perja                | Skupljaci perja                | Iugoslàvia                   | Aleksandar Petrovic   |
| 1969 | Skammen                        | Skammen                        | Suècia                       | Ingmar Bergman        |
| 1969 | La mariée était en noir        | La mariée était en noir        | França · Itàlia              | François Truffaut     |
| 1969 | Baisers volés                  | Baisers volés                  | França                       | François Truffaut     |

## Dècada del 1970
| Any  | Pel·lícula                            | Pel·lícula                                            | País                | Director                  |
| Any  | Títol                                 | Títol original                                        | País                | Director                  |
| ---- | ------------------------------------- | ----------------------------------------------------- | ------------------- | ------------------------- |
| 1970 | Z                                     | Z                                                     | Algèria             | Costa-Gavras              |
| 1970 | Ådalen 31                             | Ådalen 31                                             | Suècia              | Bo Widerberg              |
| 1970 | Te'alat Blaumilch                     | Te'alat Blaumilch                                     | Israel              | Ephraim Kishon            |
| 1970 | Koritsia ston ilio                    | Koritsia ston ilio                                    | Grècia              | Vasilis Georgiadis        |
| 1970 | Satiricó                              | Fellini Satyricon                                     | Itàlia              | Federico Fellini          |
| 1971 | El passatger de la pluja              | El passatger de la pluja                              | França              | René Clément              |
| 1971 | Borsalino                             | Borsalino                                             | França · Itàlia     | Jacques Deray             |
| 1971 | L'aveu                                | L'aveu                                                | França              | Costa-Gavras              |
| 1971 | Investigació sobre un ciutadà         | Indagine su un cittadino al di sopra di ogni sospetto | Itàlia              | Elio Petri                |
| 1971 | Ore'ach B'Onah Metah                  | Ore'ach B'Onah Metah                                  | França · Israel     | Moshé Mizrahi             |
| 1972 | Ha-Shoter Azulai                      | Ha-Shoter Azulai                                      | Israel              | Ephraim Kishon            |
| 1972 | Il conformista                        | Il conformista                                        | Itàlia              | Bernardo Bertolucci       |
| 1972 | Mourir d'aimer                        | Mourir d'aimer                                        | França              | André Cayatte             |
| 1972 | Le genou de Claire                    | Le genou de Claire                                    | França              | Erich Rohmer              |
| 1972 | Txaikovski                            | Txaikovski                                            | Unió Soviètica      | Igor Talankin L. Sadikova |
| 1973 | Utvandrarna                           | Utvandrarna                                           | Suècia              | Jan Troell                |
| 1973 | Nybyggarna                            | Nybyggarna                                            | Suècia              | Jan Troell                |
| 1973 | Crits i murmuris                      | Viskningar och rop                                    | Suècia              | Ingmar Bergman            |
| 1973 | El discret encant de la burgesia      | Le charme discret de la bourgeoisie                   | França              | Luis Buñuel               |
| 1973 | Roma                                  | Roma                                                  | Itàlia              | Federico Fellini          |
| 1973 | Espejismo                             | Espejismo                                             | Perú                | Armando Robles Godoy      |
| 1974 | Der Fußgänger                         | Der Fußgänger                                         | Alemanya Occidental | Maximilian Schell         |
| 1974 | Alfredo, Alfredo                      | Alfredo, Alfredo                                      | Itàlia              | Pietro Germi              |
| 1974 | Kazablan                              | Kazablan                                              | Israel              | Menahem Golan             |
| 1974 | La nit americana                      | La nuit américaine                                    | França              | François Truffaut         |
| 1974 | État de siège                         | État de siège                                         | França              | Costa-Gavras              |
| 1975 | Secrets d'un matrimoni                | Scener ur ett äktenskap                               | Suècia              | Ingmar Bergman            |
| 1975 | Amarcord                              | Amarcord                                              | Itàlia              | Federico Fellini          |
| 1975 | The Apprenticeship of Duddy Kravitz   | The Apprenticeship of Duddy Kravitz                   | Canadà              | Ted Kotcheff              |
| 1975 | Lacombe Lucien                        | Lacombe Lucien                                        | França              | Louis Malle               |
| 1975 | Les aventures de Rabbi Jacob          | Les aventures de Rabbi Jacob                          | França              | Gérard Oury               |
| 1976 | Lies My Father Told Me                | Lies My Father Told Me                                | Canadà              | Ján Kadár                 |
| 1976 | Toute une vie                         | Toute une vie                                         | França              | Claude Lelouch            |
| 1976 | Hedda                                 | Hedda                                                 | Regne Unit          | Trevor Nunn               |
| 1976 | Trollflöjten                          | Trollflöjten                                          | Suècia              | Ingmar Bergman            |
| 1976 | Section spéciale                      | Section spéciale                                      | França              | Costa-Gavras              |
| 1977 | Cara a cara                           | Ansikte mot ansikte                                   | Suècia              | Ingmar Bergman            |
| 1977 | Cosí, cosina                          | Cosí, cosina                                          | França              | Jean-Charles Tacchella    |
| 1977 | L'Argent de poche                     | L'Argent de poche                                     | França              | François Truffaut         |
| 1977 | Pasqualino Settebellezze              | Pasqualino Settebellezze                              | Itàlia              | Lina Wertmüller           |
| 1977 | La sabatilla i la rosa                | La sabatilla i la rosa                                | Regne Unit          | Bryan Forbes              |
| 1978 | Una jornada particular                | Una giornata particolare                              | Itàlia · Canadà     | Ettore Scola              |
| 1978 | Un éléphant ça trompe énormément      | Un éléphant ça trompe énormément                      | França              | Yves Robert               |
| 1978 | La vida al davant (La Vie devant soi) | La vida al davant (La Vie devant soi)                 | França              | Moshé Mizrahi             |
| 1978 | Cet obscur objet du désir             | Cet obscur objet du désir                             | França · Espanya    | Luis Buñuel               |
| 1978 | Cría cuervos                          | Cría cuervos                                          | Espanya             | Carlos Saura              |
| 1979 | Sonata de tardor                      | Höstsonaten                                           | Suècia              | Ingmar Bergman            |
| 1979 | Death on the Nile                     | Death on the Nile                                     | Regne Unit          | John Guillermin           |
| 1979 | Dona Flor e Seus Dois Maridos         | Dona Flor e Seus Dois Maridos                         | Brasil              | Bruno Barreto             |
| 1979 | Kravgi gynaikon                       | Kravgi gynaikon                                       | Grècia              | Jules Dassin              |
| 1979 | Préparez vos mouchoirs                | Préparez vos mouchoirs                                | França              | Bertrand Blier            |
| 1979 | Eskimo Limon                          | Eskimo Limon                                          | Israel              | Boaz Davidson             |

## Dècada del 1980
| Any  | Pel·lícula                               | Pel·lícula                               | País                         | Director                 |
| Any  | Títol                                    | Títol original                           | País                         | Director                 |
| ---- | ---------------------------------------- | ---------------------------------------- | ---------------------------- | ------------------------ |
| 1980 | Casa de boges                            | Casa de boges                            | França · Itàlia              | Édouard Molinaro         |
| 1980 | The Europeans                            | The Europeans                            | Regne Unit                   | James Ivory              |
| 1980 | Die Ehe der Maria Braun                  | Die Ehe der Maria Braun                  | Alemanya Occidental          | Rainer Werner Fassbinder |
| 1980 | Soldaat van Oranje                       | Soldaat van Oranje                       | Països Baixos                | Paul Verhoeven           |
| 1980 | Mio Dio come sono caduta in basso!       | Mio Dio come sono caduta in basso!       | Itàlia                       | Luigi Comencini          |
| 1981 | Tess                                     | Tess                                     | França                       | Roman Polanski           |
| 1981 | Breaker Morant                           | Breaker Morant                           | Austràlia                    | Bruce Beresford          |
| 1981 | Kagemusha                                | Kagemusha                                | Japó                         | Akira Kurosawa           |
| 1981 | Le dernier métro                         | Le dernier métro                         | França                       | François Truffaut        |
| 1981 | My Brilliant Career                      | My Brilliant Career                      | Austràlia                    | Gillian Armstrong        |
| 1981 | Poseban tretman                          | Poseban tretman                          | Iugoslàvia                   | Goran Paskaljevic        |
| 1982 | Carros de foc                            | Chariots of Fire                         | Regne Unit                   | Hugh Hudson              |
| 1982 | Atlantic City                            | Atlantic City                            | Canadà · França              | Louis Malle              |
| 1982 | El submarí                               | Das Boot                                 | Alemanya Occidental          | Wolfgang Petersen        |
| 1982 | Gallipoli                                | Gallipoli                                | Austràlia                    | Peter Weir               |
| 1982 | Pixote: A Lei do Mais Fraco              | Pixote: A Lei do Mais Fraco              | Brasil                       | Hector Babenco           |
| 1983 | Gandhi                                   | Gandhi                                   | Regne Unit                   | Richard Attenborough     |
| 1983 | Fitzcarraldo                             | Fitzcarraldo                             | Alemanya Occidental          | Werner Herzog            |
| 1983 | The Man from Snowy River                 | The Man from Snowy River                 | Austràlia                    | George Miller            |
| 1983 | La guerre du feu                         | La guerre du feu                         | Canadà · França              | Jean-Jacques Annaud      |
| 1983 | La traviata                              | La traviata                              | Itàlia                       | Franco Zeffirelli        |
| 1983 | Yol                                      | Yol                                      | Suïssa · Turquia             | Serif Gören Yilmaz Güney |
| 1984 | Fanny i Alexander                        | Fanny och Alexander                      | Suècia                       | Ingmar Bergman           |
| 1984 | Carmen                                   | Carmen                                   | Espanya                      | Carlos Saura             |
| 1984 | Educant la Rita                          | Educating Rita                           | Anglaterra                   | Lewis Gilbert            |
| 1984 | The Dresser                              | The Dresser                              | Anglaterra                   | Peter Yates              |
| 1984 | The Grey Fox                             | The Grey Fox                             | Canadà                       | Phillip Borsos           |
| 1985 | Passatge a l'Índia                       | A Passage to India                       | Anglaterra                   | David Lean               |
| 1985 | Carmen                                   | Carmen                                   | França                       | Francesco Rosi           |
| 1985 | La diagonale du fou                      | La diagonale du fou                      | Suïssa                       | Richard Dembo            |
| 1985 | París, Texas                             | Paris, Texas                             | Alemanya Occidental · França | Wim Wenders              |
| 1985 | Un dimanche à la campagne                | Un dimanche à la campagne                | França                       | Bertrand Tavernier       |
| 1986 | La historia oficial                      | La historia oficial                      | Argentina                    | Luis Puenzo              |
| 1986 | Ran                                      | Ran                                      | Japó                         | Akira Kurosawa           |
| 1986 | El pare en viatge de negocis             | Otac na službenom putu                   | Iugoslàvia                   | Emir Kusturica           |
| 1986 | Oberst Redl                              | Oberst Redl                              | Hongria                      | István Szabó             |
| 1986 | Rok spokojnego słońca                    | Rok spokojnego słońca                    | Polònia                      | Krzysztof Zanussi        |
| 1987 | L'assalt                                 | De aanslag                               | Països Baixos                | Fons Rademakers          |
| 1987 | 37°2 le matin                            | 37°2 le matin                            | França                       | Jean-Jacques Beineix     |
| 1987 | Ginger i Fred                            | Ginger e Fred                            | Itàlia                       | Federico Fellini         |
| 1987 | Otello                                   | Otello                                   | Itàlia                       | Franco Zeffirelli        |
| 1987 | 3 hommes et un couffin                   | 3 hommes et un couffin                   | França                       | Coline Serreau           |
| 1988 | Mitt liv som hund                        | Mitt liv som hund                        | Suècia                       | Lasse Hallström          |
| 1988 | Au revoir les enfants                    | Au revoir les enfants                    | França                       | Louis Malle              |
| 1988 | Oci ciornie                              | Oci ciornie                              | Itàlia                       | Nikita Mikhalkov         |
| 1988 | Jean de Florette                         | Jean de Florette                         | França                       | Claude Berri             |
| 1988 | Monanieba                                | Monanieba                                | Unió Soviètica               | Tengiz Abuladze          |
| 1989 | Pelle, el conqueridor                    | Pelle erobreren                          | Dinamarca                    | Bille August             |
| 1989 | El festí de Babette                      | El festí de Babette                      | Dinamarca                    | Gabriel Axel             |
| 1989 | Hanussen                                 | Hanussen                                 | Alemanya Occidental          | István Szabó             |
| 1989 | Salaam Bombay!                           | Salaam Bombay!                           | Índia                        | Mira Nair                |
| 1989 | Mujeres al borde de un ataque de nervios | Mujeres al borde de un ataque de nervios | Espanya                      | Pedro Almodóvar          |

## Dècada del 1990
| Any  | Pel·lícula                   | Pel·lícula                   | País             | Director                    |
| Any  | Títol                        | Títol original               | País             | Director                    |
| ---- | ---------------------------- | ---------------------------- | ---------------- | --------------------------- |
| 1990 | Cinema Paradiso              | Cinema Paradiso              | Itàlia           | Giuseppe Tornatore          |
| 1990 | Camille Claudel              | Camille Claudel              | França           | Bruno Nuytten               |
| 1990 | Jésus de Montréal            | Jésus de Montréal            | Canadà           | Denys Arcand                |
| 1990 | Život sa stricem             | Život sa stricem             | Iugoslàvia       | Krsto Papic                 |
| 1990 | Une affaire de femmes        | Une affaire de femmes        | França           | Claude Chabrol              |
| 1991 | Cyrano de Bergerac           | Cyrano de Bergerac           | França           | Jean-Paul Rappeneau         |
| 1991 | Yume                         | Yume                         | Japó             | Akira Kurosawa Ishirô Honda |
| 1991 | Das schreckliche Mädchen     | Das schreckliche Mädchen     | Alemanya         | Michael Verhoeven           |
| 1991 | Requiem für Dominik          | Requiem für Dominik          | Àustria          | Robert Dornhelm             |
| 1991 | Taksi-Blyuz                  | Taksi-Blyuz                  | Unió Soviètica   | Pavel Lungin                |
| 1992 | Europa Europa                | Hitlerjunge Salomon          | Alemanya         | Agnieszka Holland           |
| 1992 | La Double vie de Véronique   | La Double vie de Véronique   | Polònia · França | Krzysztof Kieslowski        |
| 1992 | Nikita                       | Nikita                       | França           | Luc Besson                  |
| 1992 | Tacones lejanos              | Tacones lejanos              | Espanya          | Pedro Almodóvar             |
| 1992 | Zaterianni v Sibiri          | Zaterianni v Sibiri          | Unió Soviètica   | Aleksandr Mitta             |
| 1992 | Madame Bovary                | Madame Bovary                | França           | Claude Chabrol              |
| 1993 | Indoxina                     | Indochine                    | França           | Régis Wargnier              |
| 1993 | Urga                         | Урга                         | Rússia           | Nikita Mikhalkov            |
| 1993 | Como agua para chocolate     | Como agua para chocolate     | Mèxic            | Alfonso Arau                |
| 1993 | Schtonk!                     | Schtonk!                     | Alemanya         | Helmut Dietl                |
| 1993 | Tots els matins del món      | Tots els matins del món      | França           | Alain Corneau               |
| 1994 | Ba wang bie ji               | Ba wang bie ji               | Hong Kong        | Kaige Chen                  |
| 1994 | La corsa dell'innocente      | La corsa dell'innocente      | Itàlia           | Carlo Carlei                |
| 1994 | Justiz                       | Justiz                       | Alemanya         | Hans W. Geissendörfer       |
| 1994 | Tres colors: Blau            | Trois couleurs: Bleu         | Polònia          | Krzysztof Kieslowski        |
| 1994 | Xi yan                       | Xi yan                       | Taiwan           | Ang Lee                     |
| 1995 | Farinelli il castrato        | Farinelli il castrato        | Bèlgica          | Gérard Corbiau              |
| 1995 | Yin shi nan nu               | Yin shi nan nu               | Taiwan           | Ang Lee                     |
| 1995 | La reina Margot              | La reina Margot              | França           | Patrice Chéreau             |
| 1995 | Tres colors: Vermell         | Trois couleurs: Rouge        | Polònia · Suïssa | Krzysztof Kieslowski        |
| 1995 | Huozhe                       | Huozhe                       | Hong Kong        | Yimou Zhang                 |
| 1996 | Les Misérables               | Les Misérables               | França           | Claude Lelouch              |
| 1996 | Schlafes Bruder              | Schlafes Bruder              | Alemanya         | Joseph Vilsmaier            |
| 1996 | Gazon maudit                 | Gazon maudit                 | França           | Josiane Balasko             |
| 1996 | Come due coccodrilli         | Come due coccodrilli         | Itàlia           | Giacomo Campiotti           |
| 1996 | Yao a yao yao dao waipo qiao | Yao a yao yao dao waipo qiao | Xina             | Yimou Zhang                 |
| 1997 | Kolya                        | Kolya                        | Txèquia          | Jan Sverák                  |
| 1997 | Le huitième jour             | Le huitième jour             | Bèlgica          | Jaco Van Dormael            |
| 1997 | Luna e l'altra               | Luna e l'altra               | Itàlia           | Maurizio Nichetti           |
| 1997 | Kavkazski plennik            | Kavkazski plennik            | Rússia           | Serguei Bodrov              |
| 1997 | Ridícul                      | Ridicule                     | França           | Patrice Leconte             |
| 1998 | Ma vie en rose               | Ma vie en rose               | Bèlgica          | Alain Berliner              |
| 1998 | Artemisia                    | Artemisia                    | França           | Agnès Merlet                |
| 1998 | Lea                          | Lea                          | Alemanya         | Ivan Fíla                   |
| 1998 | Il testimone dello sposo     | Il testimone dello sposo     | Itàlia           | Pupi Avati                  |
| 1998 | Vor                          | Vor                          | Rússia           | Pavel Txukhrai              |
| 1999 | Central do Brasil            | Central do Brasil            | Brasil           | Walter Salles               |
| 1999 | Festen                       | Festen                       | Dinamarca        | Thomas Vinterberg           |
| 1999 | Men with Guns                | Men with Guns                | Estats Units     | John Sayles                 |
| 1999 | De Poolse bruid              | De Poolse bruid              | Països Baixos    | Karim Traïdia               |
| 1999 | Tango                        | Tango                        | Argentina        | Carlos Saura                |

## Dècada del 2000
| Any  | Pel·lícula                              | Pel·lícula                              | País                                 | Director                          |
| Any  | Títol                                   | Títol original                          | País                                 | Director                          |
| ---- | --------------------------------------- | --------------------------------------- | ------------------------------------ | --------------------------------- |
| 2000 | Todo sobre mi madre                     | Todo sobre mi madre                     | Espanya · França                     | Pedro Almodóvar                   |
| 2000 | Aimée & Jaguar                          | Aimée & Jaguar                          | Alemanya                             | Max Färberböck                    |
| 2000 | Est - Ouest                             | Est - Ouest                             | Rússia · Espanya · Bulgària · França | Régis Wargnier                    |
| 2000 | La fille sur le pont                    | La fille sur le pont                    | França                               | Patrice Leconte                   |
| 2000 | The Red Violin                          | The Red Violin                          | Itàlia · Canadà                      | François Girard                   |
| 2001 | Tigre i drac                            | Wo hu cang long                         | Taiwan                               | Pedro Almodóvar                   |
| 2001 | Amores perros                           | Amores perros                           | Mèxic                                | Alejandro González Iñárritu       |
| 2001 | I cento passi                           | I cento passi                           | Itàlia                               | Marco Tullio Giordana             |
| 2001 | Malèna                                  | Malèna                                  | Itàlia                               | Giuseppe Tornatore                |
| 2001 | La veuve de Saint-Pierre                | La veuve de Saint-Pierre                | França                               | Patrice Leconte                   |
| 2002 | Ničija zemlja                           | Ničija zemlja                           | Bòsnia i Hercegovina                 | Danis Tanovic                     |
| 2002 | Abril Despedaçado                       | Abril Despedaçado                       | Brasil                               | Walter Salles                     |
| 2002 | Amélie                                  | Le fabuleux destin d'Amélie Poulain     | França                               | Jean-Pierre Jeunet                |
| 2002 | Monsoon Wedding                         | Monsoon Wedding                         | Índia                                | Mira Nair                         |
| 2002 | Y tu mamá también                       | Y tu mamá también                       | Mèxic                                | Alfonso Cuarón                    |
| 2003 | Hable con ella                          | Hable con ella                          | Espanya                              | Pedro Almodóvar                   |
| 2003 | Xiao cai feng                           | Xiao cai feng                           | França                               | Sijie Dai                         |
| 2003 | Cidade de Deus                          | Cidade de Deus                          | Brasil                               | Fernando Meirelles Kátia Lund     |
| 2003 | El crimen del padre Amaro               | El crimen del padre Amaro               | Mèxic                                | Carlos Carrera                    |
| 2003 | Nirgendwo in Afrika                     | Nirgendwo in Afrika                     | Alemanya                             | Caroline Link                     |
| 2003 | Ying xiong                              | Ying xiong                              | Xina                                 | Yimou Zhang                       |
| 2004 | Osama                                   | Osama                                   | Afganistan                           | Siddiq Barmak                     |
| 2004 | Good Bye, Lenin!                        | Good Bye, Lenin!                        | Alemanya                             | Wolfgang Becker                   |
| 2004 | Les Invasions barbares                  | Les Invasions barbares                  | Canadà                               | Denys Arcand                      |
| 2004 | Monsieur Ibrahim et les fleurs du Coran | Monsieur Ibrahim et les fleurs du Coran | França                               | François Dupeyron                 |
| 2004 | El retorn                               | Vosvraxenie                             | Rússia                               | Andrei Zviagintsev                |
| 2005 | Mar adentro                             | Mar adentro                             | Espanya · França · Itàlia            | Alejandro Amenábar                |
| 2005 | Les Choristes                           | Les Choristes                           | França                               | Christophe Barratier              |
| 2005 | Diarios de motocicleta                  | Diarios de motocicleta                  | Brasil                               | Walter Salles                     |
| 2005 | La casa de les dagues voladores         | La casa de les dagues voladores         | Hong Kong                            | Yimou Zhang                       |
| 2005 | Llarg diumenge de festeig               | Un long dimanche de fiançailles         | França                               | Jean-Pierre Jeunet                |
| 2006 | Paradise Now                            | Paradise Now                            | Palestina                            | Hany Abu-Assad                    |
| 2006 | Bon Nadal                               | Joyeux Noël                             | França                               | Christian Carion                  |
| 2006 | Kung fu                                 | Kung fu                                 | Xina                                 | Stephen Chow                      |
| 2006 | Tsotsi                                  | Tsotsi                                  | Sud-àfrica                           | Gavin Hood                        |
| 2006 | Wu ji                                   | Wu ji                                   | Xina                                 | Kaige Chen                        |
| 2007 | Cartes des d'Iwo Jima                   | Letters from Iwo Jima                   | Japó · Estats Units                  | Clint Eastwood                    |
| 2007 | Apocalypto                              | Apocalypto                              | Estats Units                         | Mel Gibson                        |
| 2007 | El laberinto del fauno                  | El laberinto del fauno                  | Mèxic · Espanya · Estats Units       | Guillermo del Toro                |
| 2007 | La vida dels altres                     | Das Leben der Anderen                   | Alemanya                             | Florian Henckel von Donnersmarck  |
| 2007 | Volver                                  | Volver                                  | Espanya                              | Pedro Almodóvar                   |
| 2008 | L'escafandre i la papallona             | Le Scaphandre et le Papillon            | França · Estats Units                | Julian Schnabel                   |
| 2008 | 4 luni, 3 saptamini si 2 zile           | 4 luni, 3 saptamini si 2 zile           | Romania                              | Cristian Mungiu                   |
| 2008 | The Kite Runner                         | The Kite Runner                         | Estats Units                         | Marc Forster                      |
| 2008 | Persepolis                              | Persepolis                              | França                               | Vincent Paronnaud Marjane Satrapi |
| 2008 | Se, jie                                 | Se, jie                                 | Taiwan · Estats Units · Xina         | Ang Lee                           |
| 2009 | Vals Im Bashir                          | Vals Im Bashir                          | Israel                               | Ari Folman                        |
| 2009 | RAF: Facció de l'Exèrcit Roig           | Der Baader Meinhof Komplex              | Alemanya                             | Uli Edel                          |
| 2009 | Gomorra                                 | Gomorra                                 | Itàlia                               | Matteo Garrone                    |
| 2009 | Il y a longtemps que je t'aime          | Il y a longtemps que je t'aime          | França                               | Philippe Claudel                  |
| 2009 | Maria Larssons eviga ögonblick          | Maria Larssons eviga ögonblick          | Suècia · Dinamarca                   | Jan Troell                        |

## Dècada del 2010
| Any  | Pel·lícula                         | Pel·lícula                         | País                       | Director                          |
| Any  | Títol                              | Títol original                     | País                       | Director                          |
| ---- | ---------------------------------- | ---------------------------------- | -------------------------- | --------------------------------- |
| 2010 | Das weiße Band                     | Das weiße Band                     | Àustria                    | Michael Haneke                    |
| 2010 | Baaria                             | Baarìa – La porta del vento        | Itàlia                     | Giuseppe Tornatore                |
| 2010 | La nana                            | La nana                            | Xile                       | Sebastián Silva                   |
| 2010 | Los abrazos rotos                  | Los abrazos rotos                  | Espanya                    | Pedro Almodóvar                   |
| 2010 | Un profeta                         | Un prophète                        | França                     | Jacques Audiard                   |
| 2011 | En un món millor                   | Hævnen                             | Dinamarca                  | Susanne Bier                      |
| 2011 | Biutiful                           | Biutiful                           | Mèxic · Espanya            | Alejandro González Iñárritu       |
| 2011 | Jo sóc l'amor                      | Io sono l'amore                    | Itàlia                     | Luca Guadagnino                   |
| 2011 | El concert                         | Le Concert                         | França                     | Radu Mihaileanu                   |
| 2011 | Krai                               | Krai                               | Rússia                     | Aleksei Utxitel                   |
| 2012 | Nader i Simin, una separació       | Jodaeiye Nader az Simin            | Iran                       | Asghar Farhadi                    |
| 2012 | El nen de la bicicleta             | Le gamin au vélo                   | Bèlgica                    | Jean-Pierre Dardenne Luc Dardenne |
| 2012 | In the Land of Blood and Honey     | In the Land of Blood and Honey     | Estats Units               | Angelina Jolie                    |
| 2012 | Jin líng shí san chai              | Jin líng shí san chai              | Xina                       | Zhang Yimou                       |
| 2012 | La piel que habito                 | La piel que habito                 | Espanya                    | Pedro Almodóvar                   |
| 2013 | Amour                              | Amour                              | Àustria                    | Michael Haneke                    |
| 2013 | De rouille et d'os                 | De rouille et d'os                 | França · Bèlgica           | Jacques Audiard                   |
| 2013 | En kongelig affære                 | En kongelig affære                 | Dinamarca                  | Nikolaj Arcel                     |
| 2013 | Kon-Tiki                           | Kon-Tiki                           | Noruega                    | Joachim Rønning Espen Sandberg    |
| 2013 | Intocable                          | Intouchables                       | França                     | Olivier Nakache Éric Toledano     |
| 2014 | La grande bellezza                 | La grande bellezza                 | Itàlia                     | Paolo Sorrentino                  |
| 2014 | La vie d'Adèle - Chapitres 1 et 2  | La vie d'Adèle - Chapitres 1 et 2  | França                     | Abdellatif Kechiche               |
| 2014 | Jagten                             | Jagten                             | Dinamarca                  | Thomas Vinterberg                 |
| 2014 | Le Passé                           | Le Passé                           | Iran                       | Asghar Farhadi                    |
| 2014 | Kaze Tachinu                       | Kaze Tachinu                       | Japó                       | Hayao Miyazaki                    |
| 2015 | Leviatan                           | Leviafan (Левиафан)                | Rússia                     | Andrei Zviàgintsev                |
| 2015 | Force Majeure                      | Force Majeure                      | Suècia                     | Ruben Östlund                     |
| 2015 | Gett: The Trial of Viviane Amsalem | Gett: The Trial of Viviane Amsalem | Israel                     | Ronit Elkabetz                    |
| 2015 | Ida                                | Ida                                | Dinamarca/Polònia          | Paweł Pawlikowski                 |
| 2015 | Tangerines                         | Mandariinid                        | Estònia                    | Zaza Urushadze                    |
| 2016 | Son of Saul                        | Saul fia                           | Hongria                    | László Nemes                      |
| 2016 | Le tout nouveau testament          | Le tout nouveau testament          | França/Bèlgica/Luxemburg   | Jaco Van Dormael                  |
| 2016 | El club                            | El club                            | Xile                       | Pablo Larraín                     |
| 2016 | La classe d'esgrima                | Miekkailija / Vehkleja             | Finlàndia/Alemanya/Estònia | Klaus Härö                        |
| 2016 | Mustang                            | Mustang                            | França                     | Deniz Gamze Ergüven               |
| 2017 | Elle                               | Elle                               | França                     | Paul Verhoeven                    |
| 2017 | Divines                            | Divines                            | França                     | Houda Benyamina                   |
| 2017 | Neruda                             | Neruda                             | Xile                       | Pablo Larraín                     |
| 2017 | The Salesman                       | Forushande / فروشنده               | Iran/França                | Asghar Farhadi                    |
| 2017 | Toni Erdmann                       | Toni Erdmann                       | Alemanya                   | Maren Ade                         |
| 2018 | A l'ombra                          | Aus dem Nichts                     | Alemanya                   | Fatih Akın                        |
| 2018 | Una mujer fantástica               | Una mujer fantástica               | Xile                       | Sebastián Lelio                   |
| 2018 | First They Killed My Father        | En principi, han matat el meu pare | França                     | Angelina Jolie                    |
| 2018 | Neliúbov                           | Neliúbov                           | Rússia                     | Andrei Zviàguintsev               |
| 2018 | The Square                         | The Square                         | Noruega                    | Ruben Östlund                     |
| 2019 | Roma                               | Roma                               | Mèxic                      | Alfonso Cuarón                    |
| 2019 | Capernaum                          | Capernaum                          | Líban                      | Nadine Labaki                     |
| 2019 | Girl                               | Girl                               | Bèlgica                    | Lukas Dhont                       |
| 2019 | L'ombra del passat                 | Werk ohne Autor                    | Alemanya                   | Florian Henckel von Donnersmarck  |
| 2019 | Un assumpte de família             | 万引き家族 (Manbiki Kazoku)        | Japó                       | Ruben Östlund                     |

## Dècada del 2020
| Any  | Pel·lícula                      | Pel·lícula                        | País                                                | Director            |
| Any  | Títol                           | Títol original                    | País                                                | Director            |
| ---- | ------------------------------- | --------------------------------- | --------------------------------------------------- | ------------------- |
| 2020 | Paràsits                        | 기생충; hanja: 寄生蟲             | Corea del Sud                                       | Bong Joon-ho        |
| 2020 | The Farewell                    | The Farewell                      | Estats Units                                        | Lulu Wang           |
| 2020 | Els miserables                  | Les Misérable                     | França                                              | Ladj Ly             |
| 2020 | Pain and Glory                  | Dolor y gloria                    | Espanya                                             | Pedro Almodóvar     |
| 2020 | Retrat d'una dona en flames     | Portrait de la jeune fille en feu | França                                              | Céline Sciamma      |
| 2021 | Minari                          | 미나리                            | Estats Units                                        | Lee Isaac Chung     |
| 2021 | Una altra ronda                 | Druk                              | Dinamarca                                           | Thomas Vinterberg   |
| 2021 | La Llorona (pel·lícula de 2019) | La Llorona (pel·lícula de 2019)   | Guatemala                                           | Jayro Bustamante    |
| 2021 | The Life Ahead                  | La vita davanti a sé              | Itàlia                                              | Edoardo Ponti       |
| 2021 | Entre nosaltres                 | Deux                              | França                                              | Filippo Meneghetti  |
| 2022 | Drive My Car                    | ドライブ・マイ・カ                | Japó                                                | Bong Joon-ho        |
| 2022 | Compartiment nº6                | Hytti nro 6 / Купе номер шесть    | Finlàndia                                           | Juho Kuosmanen      |
| 2022 | The Hand of God                 | È stata la mano di Dio            | Itàlia                                              | Paolo Sorrentino    |
| 2022 | Un heroi                        | قهرمان Ghahreman                  | Iran                                                | Asghar Farhadi      |
| 2022 | Parallel Mothers                | Madres paralelas                  | Espanya                                             | Pedro Almodóvar     |
| 2023 | Argentina, 1985                 | Argentina, 1985                   | Argentina                                           | Santiago Mitre      |
| 2023 | Res de nou a l'oest             | All Quiet on the Western Front    | Alemanya                                            | Edward Berger       |
| 2023 | Close                           | Close                             | Bèlgica                                             | Lukas Dhont         |
| 2023 | Decision to Leave               | قهرمان Ghahreman                  | Corea del Sud                                       | Park Chan-wook      |
| 2023 | RRR                             | RRR                               | Índia                                               | S. S. Rajamouli     |
| 2024 | Anatomia d'una caiguda          | Anatomie d'une chute              | França                                              | Justine Triet       |
| 2024 | Fallen Leaves                   | Kuolleet lehdet                   | Finlàndia                                           | Aki Kaurismäki      |
| 2024 | Io capitano                     | Io capitano                       | Itàlia                                              | Matteo Garrone      |
| 2024 | La societat de la neu           | La sociedad de la nieve           | Espanya                                             | Juan Antonio Bayona |
| 2024 | La zona d'interès               | The Zone of Interest              | Regne Unit / Polònia / Estats Units                 | Jonathan Glazer     |
| 2025 | Emilia Pérez                    | Emilia Pérez                      | França                                              | Jacques Audiard     |
| 2025 | All We Imagine as Light         | All We Imagine as Light           | França / Índia / Països Baixos / Luxemburg / Itàlia | Payal Kapadia       |
| 2025 | The Girl with the Needle        | Pigen med nålen                   | Polònia / Suècia / Dinamarca                        | Magnus von Horn     |
| 2025 | I'm Still Here                  | Ainda Estou Aqui                  | Brazil                                              | Walter Salles       |
| 2025 | The Seed of the Sacred Fig      | Die Saat des heiligen Feigenbaums | Estats Units / Alemanya                             | Mohammad Rasoulof   |
| 2025 | Vermiglio                       | Vermiglio                         | Itàlia                                              | Maura Delpero       |